# Louise-Hollandine du Palatinat
Louise-Hollandine du Palatinat, née le 18 avril 1622 à La Haye et morte le 11 février 1709, est une aristocrate, artiste peintre et abbesse allemande.

## Biographie

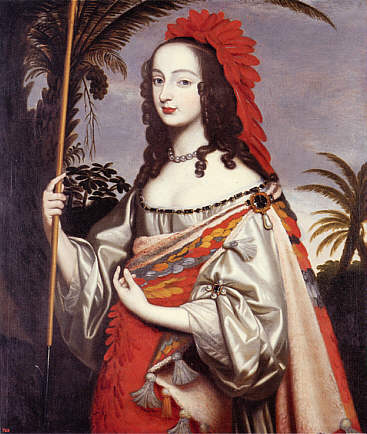
Louise-Hollandine du Palatinat, Sophie de Hanovre (1644), localisation inconnue.

Louise-Hollandine est la fille de Frédéric V du Palatinat, le roi de Bohême, et d'Élisabeth Stuart.
Elle s'affirme comme une artiste et portraitiste douée, un talent qu'elle partage avec son frère le prince Rupert. Elle est l'élève de Gerard van Honthorst et peint si bien dans son style que certaines de ses œuvres lui ont été attribués. Comme peintre, la princesse est considérée comme une amatrice éclairée. Les portraits qu'elle peint sont souvent dans le style baroque de de Honthorst, mais ce n'est pas toujours le cas. Ses œuvres ont été généralement conservées au sein de sa famille, certaines étant aujourd'hui exposées dans des musées en Allemagne.
Pour des raisons inconnues et à la consternation de sa famille protestante, elle fuit en France en décembre 1657 et se convertit au catholicisme. Le 25 mars 1659, elle devient novice, et le 19 septembre 1660, religieuse dans l'abbaye cistercienne de Maubuisson. Avec le soutien du roi Louis XIV, elle devient abbesse de Maubuisson en août 1664. Elle est la tante d'Élisabeth-Charlotte de Bavière qui épouse en 1671 Philippe de France, duc d'Orléans, "Monsieur", frère unique du roi Louis XIV.

## Source
- (en) Cet article est partiellement ou en totalité issu de l’article de Wikipédia en anglais intitulé « Louise Hollandine of the Palatinate » (voir la liste des auteurs).